# Regering-Spaak IV
De regering-Spaak IV (27 november 1948 - 11 augustus 1949) was een Belgische regering. De regering bestond uit de CVP/PSC (92 zetels) en de BSP/PSB (64 zetels). 
Ze volgde de regering-Spaak III op nadat ze ontslag hadden genomen omdat de minister van Justitie Paul Struye (CVP/PSC) beschuldigd werd van te veel clementie bij het bestraffen van collaborateurs. De regering werd opgevolgd door de regering-G. Eyskens I na de verkiezingen van 26 juni 1949.

## Samenstelling
De regering bestond uit 17 ministers. De CVP/PSC had er 8 en de BSP/PSB had er 7. Daarnaast waren er nog 2 experts in de regering.
| Ambtsbekleder                           | Ambtsbekleder                      | Ambtsbekleder                                       | Functie                                        | Termijn                             | Partij                      |
| --------------------------------------- | ---------------------------------- | --------------------------------------------------- | ---------------------------------------------- | ----------------------------------- | --------------------------- |
|                                         |                                    | Paul-Henri Spaak (1899-1972)                        | Eerste minister en minister Buitenlandse Zaken | 27 november 1948 - 11 augustus 1949 | PSB-BSP                     |
| Minister ad interim Buitenlandse Handel | 3 augustus 1949 - 11 augustus 1949 | Paul-Henri Spaak (1899-1972)                        |                                                |                                     | PSB-BSP                     |
|                                         |                                    | Gaston Eyskens (1905-1988)                          | Minister Financiën                             | 27 november 1948 - 11 augustus 1949 | CVP-PSC                     |
|                                         |                                    | Henri Moreau de Melen (1902-1992)                   | Minister Justitie                              | 27 november 1948 - 11 augustus 1949 | PSC-CVP                     |
|                                         |                                    | Camille Huysmans (1871-1968)                        | Minister Openbaar Onderwijs                    | 27 november 1948 - 11 augustus 1949 | BSP-PSB                     |
|                                         |                                    | Achiel Van Acker (1898-1975)                        | Minister Verkeerswezen                         | 27 november 1948 - 11 augustus 1949 | BSP-PSB                     |
|                                         |                                    | Jean Duvieusart (1900-1977)                         | Minister Economische Zaken en Middenstand      | 27 november 1948 - 11 augustus 1949 | PSC-CVP                     |
|                                         |                                    | Joseph Merlot (1886-1959)                           | Minister Algemeen Bestuur en Pensioenen        | 27 november 1948 - 11 augustus 1949 | PSB-BSP                     |
|                                         |                                    | Léon-Eli Troclet (1902-1980)                        | Minister Arbeid en Sociale Voorzorg            | 27 november 1948 - 11 augustus 1949 | PSB-BSP                     |
|                                         |                                    | Piet Vermeylen (1904-1991)                          | Minister Binnenlandse Zaken                    | 27 november 1948 - 11 augustus 1949 | BSP-PSB                     |
|                                         |                                    | Maurice Orban (1889-1977)                           | Minister Landbouw                              | 27 november 1948 - 11 augustus 1949 | CVP-PSC                     |
|                                         |                                    | Raoul de Fraiteur (1895-1984)                       | Minister Landsverdediging                      | 27 november 1948 - 11 augustus 1949 | extraparlementair           |
|                                         |                                    | Paul De Groote (1905-1997)                          | Minister Economische Coördinatie               | 27 november 1948 - 11 augustus 1949 | extraparlementair (PSB-BSP) |
|                                         |                                    | Georges Moens de Fernig (1899-1978)                 | Minister Buitenlandse Handel                   | 27 november 1948 - 3 augustus 1949  | extraparlementair           |
|                                         |                                    | Oscar Behogne (1900-1970)                           | Minister Openbare Werken                       | 27 november 1948 - 11 augustus 1949 | PSC-CVP                     |
|                                         |                                    | Pierre Wigny (1905-1986)                            | Minister Koloniën                              | 27 november 1948 - 11 augustus 1949 | extraparlementair (PSC-CVP) |
|                                         |                                    | François-Xavier van der Straten-Waillet (1910-1998) | Minister Volksgezondheid en Gezin              | 27 november 1948 - 11 augustus 1949 | CVP-PSC                     |
|                                         |                                    | Robert De Man (1900-1978)                           | Minister Wederopbouw                           | 27 november 1948 - 11 augustus 1949 | CVP-PSC                     |

### Herschikking
- Op 3 augustus 1949 nam Georges Moens de Fernig ontslag als minister van Buitenlandse Handel. Zijn bevoegdheid werd ad interim overgenomen door minister van Buitenlandse Zaken Paul-Henri Spaak (PSB-BSP).